# Refugees of the Heart
| Recensione    | Giudizio |
| ------------- | -------- |
| Rolling Stone | [ 1 ]    |
| AllMusic      | [ 2 ]    |

Refugees of the Heart è il sesto album solista di Steve Winwood, uscito nel 1990, di cui il singolo One and Only Man sale in vetta alla classifica del Mainstream Rock Tracks, oltre che vedere il ritorno del precedente compagno nei Traffic Jim Capaldi come suo coautore di testi. Per una coincidenza, la riunificazione dei Traffic si ebbe nel 1994. A causa di questa collaborazione con il gruppo, Winwood non registrò altri album solisti fino al tardo 1997. Altri singoli furono I Will Be Here e Another Deal Goes Down. Winwood riguardo al brano finale In The Light Of Day dice: "Allorché volli scrivere la canzone [...] la nostra idea era quella del sogno di Nelson Mandela, mentre si trovava in prigione. Era in effetti una delle nostre fantasie, ma questo è proprio quello su cui noi basavamo la canzone".

## Brani
Tutte le canzoni sono state scritte da Steve Winwood e Will Jennings, tranne laddove altrimenti specificato fra parentesi
1. You'll Keep on Searching – 6:19
2. Every Day (Oh Lord) – 5:49
3. One and Only Man – (Steve Winwood, Jim Capaldi) 5:00
4. I Will Be Here – 5:58
5. Another Deal Goes Down – 4:57
6. Running On – 4:18
7. Come Out and Dance – 5:33
8. In the Light of Day – 9:44

## Brani non inclusi nell'album
- Always (strumentale)
- In the Light of Day (versione strumentale)

Always fu il lato B di One and Only Man, mentre la versione strumentale di In the Light of Day fu il lato B di I Will Be Here. La versione strumentale, ovvero l'accompagnamento strumentale della versione dell'album, dura circa 6 minuti e contiene qualche parte improvvisata verso la fine che non si trova in quella dell'album.
Nel 1990, singoli in musicassetta erano popolari, ed entrambi i singoli di questo album uscirono in questo formato. Vennero prodotti anche dei singoli in CD con questi lati B.
Winwood raramente produsse canzoni non incluse in album.

## Produzione
- Prodotto da Steve Winwood
- Fonici: Tom Lord-Alge & Mike Dolan
- Missaggio: Tom Lord-Alge

## Musicisti
- Batteria, percussioni: Steve Winwood, Eddie Bayers, Jim Capaldi, Russ Kunkel
- Basso: Michael Rhodes, Steve Winwood (basso della tastiera)
- Chitarre: Steve Winwood, Anthony Crawford, Larry Byrom
- Tastiere: Steve Winwood, Mike Lawler
- Vibrafono: Steve Winwood
- Sassofoni: Randall Bramblett, Jim Horn, Harvey Thompson
- Tromba: Michael Haynes
- Programmazione drum machine: Steve Winwood